# Cantó de Kani-Kéli
El cantó de Kani-Kéli és un cantó francès del departament d'ultramar de Mayotte. Abasta el municipi de Kani-Kéli.

## Història
| Data d'elecció                           | Identitat                | Partit           | Qualitat |
| ---------------------------------------- | ------------------------ | ---------------- | -------- |
| 2004-2015                                | Ahmed Attoumani Douchina | UMP, després UDI |          |
| les dades anteriors no són pas conegudes |                          |                  |          |
|                                          |                          |                  |          |